# Pedicura

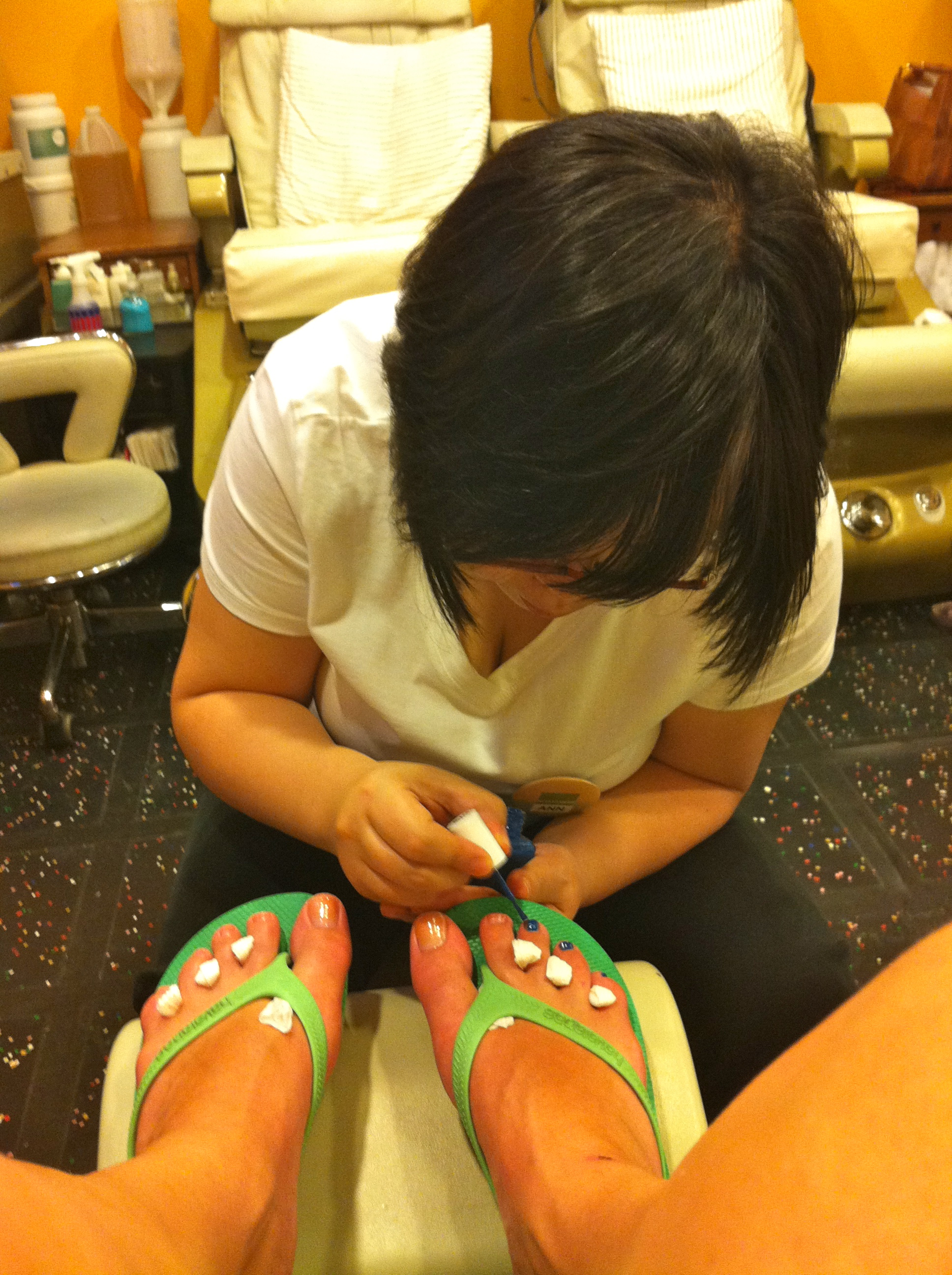
Pedicura

La pedicura, pediquiur, o pedicure, es el tratamiento de las afecciones cutáneas córneas propias de los pies y de sus anejos (uñas), así como su cuidado y embellecimiento. Aquella persona que practica la pedicura, se la denomina «pedicurista» (oficio que guarda relación con el de «callista»). Un tratamiento de pedicura también es una manera de mejorar el aspecto de los pies y las uñas. Ofrece un servicio similar a una manicura. 
La palabra pedicura viene del latín pedis, que significa "tobillo", y de cura, que significa "atención". También significa la cura de los pies y las uñas de los pies. Un pedicura puede ayudar a prevenir las dolencias y alteraciones de las uñas. La pedicura no se limita solo a las uñas; las células de la piel de la parte inferior de los pies, en general muertas, son limadas con una piedra rasposa llamada piedra pómez. Además, los cuidados de la pierna por debajo de la rodilla se han convertido en un tratamiento común y ahora se espera de servicios incluidos en las pedicuras. La cura de las piernas incluye la depilación ya sea a través del rasurado o de la depilación con cera seguida de una exfoliación granular, aplicación de cremas hidratantes y masajes.

### Cuidados y precauciones
Como todo tratamiento, con la pedicura se debe tener cuidado y precaución al realzarla. Los instrumentos deben estar debidamente desinfectados y esterilizados, o que el cliente tenga sus propios instrumentos. Tampoco se debe retirar o retraer totalmente la cutícula pues esta es la barrera que impide la entrada de bacterias y hongos que producen por ejemplo, infecciones (a veces difíciles de tratar) como la paroniquia.
También las uñas de los pies se deben cortar rectas, pues si se hace de forma muy ovalada, puede producir uñas encarnadas.